# Partido de San Isidro
El partido de San Isidro és una subdivisió de la província de Buenos Aires, a l'Argentina. La seva capital és San Isidro. Es tracta d'un dels 24 partidos que formen part de la zona coneguda com a Gran Buenos Aires.

## Divisions administratives
El partido de San Isidro està compost per 6 localitats:
| Localitat        | Població (2001) |
| ---------------- | --------------- |
| Acassuso         | 12.842          |
| Béccar           | 58.811          |
| Boulogne Sur Mer | 73.496          |
| Martínez         | 65.859          |
| San Isidro       | 45.190          |
| Villa Adelina    | 35.307          |